# Pantalasa

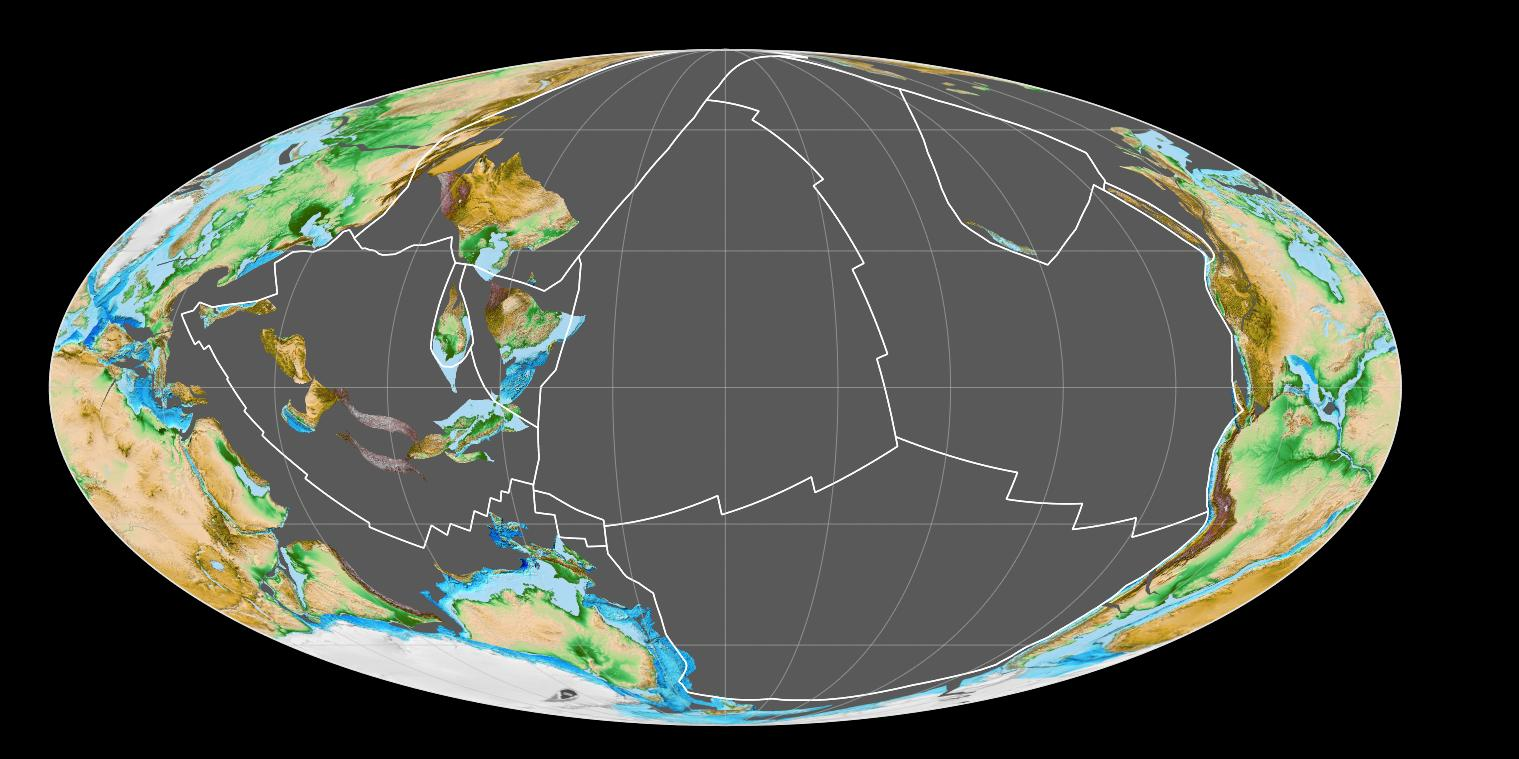
Pantalasa (en gris oscuro) era el superoceano que rodeaba a Pangea.

Pantalasa u océano Pantalásico (del griego: πᾶν- pan- 'totalidad' y θάλασσα thalassa 'mar') fue el superocéano que bañaba las costas del supercontinente Pangea durante el final del Paleozoico y el principio del Mesozoico. «Pangea» fue el supercontinente del que se desprendieron después los continentes actuales, en el contexto de la teoría de la deriva continental, del geofísico y meteorólogo Alfred Wegener.

## Historia geológica

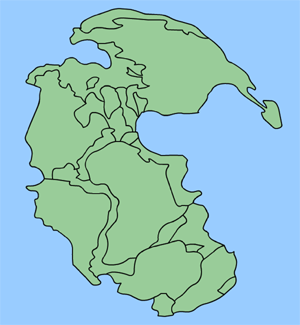
Pangea en verde y Pantalasa en azul.

La ruptura de Pangea formó las cuencas de los océanos Atlántico y Glacial Ártico y provocó el cierre de la cuenca del mar de Tetis, creándose así la cuenca del océano Índico.
El vocablo «pantalasa» se deriva del griego πανθάλασσα panthalassa, cuyo significado representa la «totalidad de los mares», nombre que se ha convenido en dar al enorme océano que rodeó Pangea al final del Paleozoico y principios del Mesozoico; desde hace aproximadamente 335 millones de años, cuando se formó Pangea, hasta hace 175 millones de años, cuando el supercontinente comenzó a separarse en otros menores con la consiguiente formación de nuevos mares. Cabe decir que Pangea no fue el único supercontinente, sino el último hasta la fecha. Los anteriores fueron «Rodinia», fragmentado hace 750 millones de años, y «Pannotia», fragmentado hace unos 500 millones de años.
Durante los períodos arriba mencionados ocurrieron acontecimientos relevantes tales como la denominada «explosión» de la vida marina del Cámbrico con su subsiguiente extinción masiva, la proliferación de invertebrados durante el Ordovícico, la aparición de las primeras plantas terrestres en el Silúrico así como de reptiles e insectos durante el carbonífero; el Paleozoico terminó en el periodo Pérmico con la formación de Pangea y la extinción generalizada del 95 % de las especies existentes.
Antes de esto transcurrió el supereón precámbrico, el cual, a pesar de su duración prolongada en el tiempo (desde hace 4.600 hasta 540 millones de años), no consta apenas de evidencias fósiles de vida; probablemente porque la mayoría de las formas tuvieron cuerpos blandos que no podían fosilizar o porque quedaran atrapadas en rocas primigenias que posteriormente sufrieron erosión o metamorfismo y los posibles restos quedaron destruidos. En cualquier caso, el superocéano del Precámbrico fue el caldo primigenio donde se originó la vida. Los estudios científicos más aceptados sostienen la formación de vida en un tiempo en que la atmósfera de nuestro planeta era reductora (pobre en oxígeno) y cálida y la composición de los mares muy diferente de la actual (véanse los estudios de Oparin y Haldane). Otros, sin embargo, proponen que era necesaria la congelación y el impacto de meteoros (Stanley Miller). En resumen, aparte de algunos hechos probados (creación de aminoácidos en condiciones prebióticas, experimento de Urey-Miller en 1953), no existe un único modelo y no se tiene muy claro cómo apareció la vida en la Tierra, pero se presume que el océano, fuera cual fuera su composición, desempeñó un importante papel; no en vano las muestras fósiles más antiguas son de organismos marinos.